# Scheuren (Schleiden)
Scheuren ist ein westlicher Stadtteil von Schleiden im nordrhein-westfälischen Kreis Euskirchen. Im Ort liegt ein Dorfgemeinschaftshaus und eine katholische Kapelle. Nördlich fließt der Höddelbach. Scheuren liegt zwischen dem Lamesberg, Heuberg, Wiesenberg und Huppertsharth.

## Geschichte
Im 14. Jahrhundert gehörte Scheuren zur Jülicher Unterherrschaft Dreiborn.
Bis zur Neugliederung der Gemeinden und Kreise des Neugliederungsraumes Aachen, die am 1. Januar 1972 wirksam wurde, gehörte Scheuren zur gleichzeitig aufgelösten Gemeinde Dreiborn.

## Kultur
Vereine in Scheuren sind der Bürgerverein, der dorfinterne Feste und Veranstaltungen organisiert, der Kapellenverein, der sich um die kirchlichen Dinge des Dorfes kümmert und der Theaterverein, der jedes Jahr einige Stücke aufführt.

## Verkehr
Scheuren liegt an der Kreisstraße 66, welche von Dreiborn bis zur Bundesstraße 258 am westlichen Ortsausgang von Schleiden-Mitte führt. Die nächsten Autobahnanschlussstellen sind Nettersheim auf der A 1 und Aachen-Lichtenbusch auf der A 44.
Die VRS-Buslinie 831 der RVK verbindet Scheuren mit Schleiden und Gemünd.
| Linie | Verlauf |
| ----- | --- |
| 831   | MiKE (außer im Schülerverkehr Gemünd – Dreiborn): Gemünd – (Herhahn –) Morsbach – Dreiborn – Berescheid – Ettelscheid – Scheuren – Schleiden |